# إحدادن (إيحدادن)
إحدادن هي إحدى مشيخات المملكة المغربية، تتبع جغرافيا لإقليم الناظور وإداريًا لإيحدادن. يقدر عدد سكانها بـ 1102 نسمة حسب الإحصاء الرسمي للسكان والسكنى لسنة 2004.